# Montenegro en los Juegos Paralímpicos de Londres 2012
Montenegro estuvo representado en los Juegos Paralímpicos de Londres 2012 por una deportista femenina. El equipo paralímpico montenegrino no obtuvo ninguna medalla en estos Juegos.